# Комарув-Осада
Комарів, або Комарув-Осада (пол. Komarów-Osada) — село в Польщі, у гміні Комарув-Осада Замойського повіту Люблінського воєводства. Населення — 899 осіб (2011).

## Історія
Найімовірніше в XIX столітті у селі зведено греко-католицьку церкву.
За даними етнографічної експедиції 1869—1870 років під керівництвом Павла Чубинського, у селі Комарів переважно проживали греко-католики, але населення здебільшого розмовляло польською мовою. 1875 року греко-католицьку церкву переведено на православ'я.
З 30 серпня по 1 вересня 1920 року поляки поблизу села розбили радянські війська в битві під Замостям. 
За німецької окупації 1939—1944 років у селі діяла українська школа.
У 1975—1998 роках село належало до Замойського воєводства.

## Демографія
Демографічна структура станом на 31 березня 2011 року:
|          | Загалом | Допрацездатний вік | Працездатний вік | Постпрацездатний вік |
| -------- | ------- | ------------------ | ---------------- | -------------------- |
| Чоловіки | 430     | 89                 | 284              | 57                   |
| Жінки    | 469     | 78                 | 253              | 138                  |
| Разом    | 899     | 167                | 537              | 195                  |